# Witness Number 3
Witness Number 3 är en brittisk kriminaldramaserie som hade premiär 2022 och som hade svensk premiär på TV4 och TV4 Play den 27 februari 2023. I Storbritannien sändes serien på Channel Five. Första säsongen består av 4 avsnitt. Serien är regisserad av Diarmuid Goggins och manus har skrivits av Thomas Eccleshare.

## Handling
Serien kretsar kring Jodie som driver en frisersalong. En dag när hon tittar ut genom fönstret blivit hon vittne till ett mord. Hon blir nyckelvittne i den efterföljande utredningen och snart befinner hon sig i livsfara.

## Rollista (i urval)
- Ruaridh Mollica – Po
- Siôn Daniel Young –  Ivan Barkas
- David Crowley – Paul
- Katherine Field – Dee
- Nina Toussaint-White – Jodie
- Sue Johnston – Cathy